# Bartosz Klin
Bartosz Klin (né le 18 mars 1976) est un mathématicien polonais, spécialisé en informatique théorique. 

## Biographie
Il est professeur à l'Institut d'Informatique, attaché à la Faculté des Mathématiques, de l'Informatique et de la Mécanique de l'Université de Varsovie,,,.
Après des études à l'Université de Varsovie, il obtient son doctorat à l'Université d'Aarhus en 2004, intitulé An Abstract Coalgebraic Approach to Process Equivalence for Well-Behaved Operational Semantics, préparée sous la direction de Peter Mossesa. Il obtient son habilitation à l'Université de Varsovie en 2012, intitulée Bialgèbre et logique modale en sémantique opérationnelle.
Ses travaux sont publiés dans des revues internationales, notamment Logical Methods in Computer Science, Information and level security, Mathematical Structures in Computer Science, Theoretical Computer Science et Journal of Logical and Algebraic Methods in Programming. 
Il est finaliste et médaillé des Olympiades Internationales d'Informatique, et son équipe, à deux reprises (1997 et 1998), remporte le concours national de programmation en équipe en Pologne.